# Honigdachs
Der Honigdachs (Mellivora capensis), auch Ratel genannt, ist eine in Afrika und Asien lebende Raubtierart aus der Familie der Marder (Mustelidae). Trotz seines Namens wird er nicht zu den Dachsen im eigentlichen Sinn (Melinae) gezählt, sondern in einer eigenen Unterfamilie, Mellivorinae, geführt.

## Merkmale
Das Fell der Honigdachse ist durch die auffallende schwarz-weiße Färbung charakterisiert. Der obere Teil, von der Oberseite des Kopfes über den Rücken bis zur Schwanzwurzel, ist weißgrau gefärbt. Davon scharf abgegrenzt sind die seitlichen und unteren Körperteile, einschließlich des Gesichts und der Gliedmaßen, die schwarz gefärbt sind. In afrikanischen Waldregionen, beispielsweise im Norden der Demokratischen Republik Kongo, leben auch gänzlich schwarze Individuen.
Ihr Körperbau ist stämmig, die Beine und der Schwanz sind verhältnismäßig kurz, die Vorderbeine sind mit scharfen Krallen ausgestattet. Die außergewöhnlich dicke Haut hängt sehr lose am Körper. Der Kopf ist breit und mit einer kurzen, spitzen Schnauze versehen, die Augen sind klein, äußere Ohrmuscheln sind nicht vorhanden. Diese Tiere erreichen eine Kopf-Rumpf-Länge von 60 bis 77 Zentimetern, eine Schwanzlänge von 20 bis 30 Zentimetern und ein Gewicht von 7 bis 13 Kilogramm, wobei die Männchen etwas schwerer werden als die Weibchen.

## Verbreitung und Lebensraum

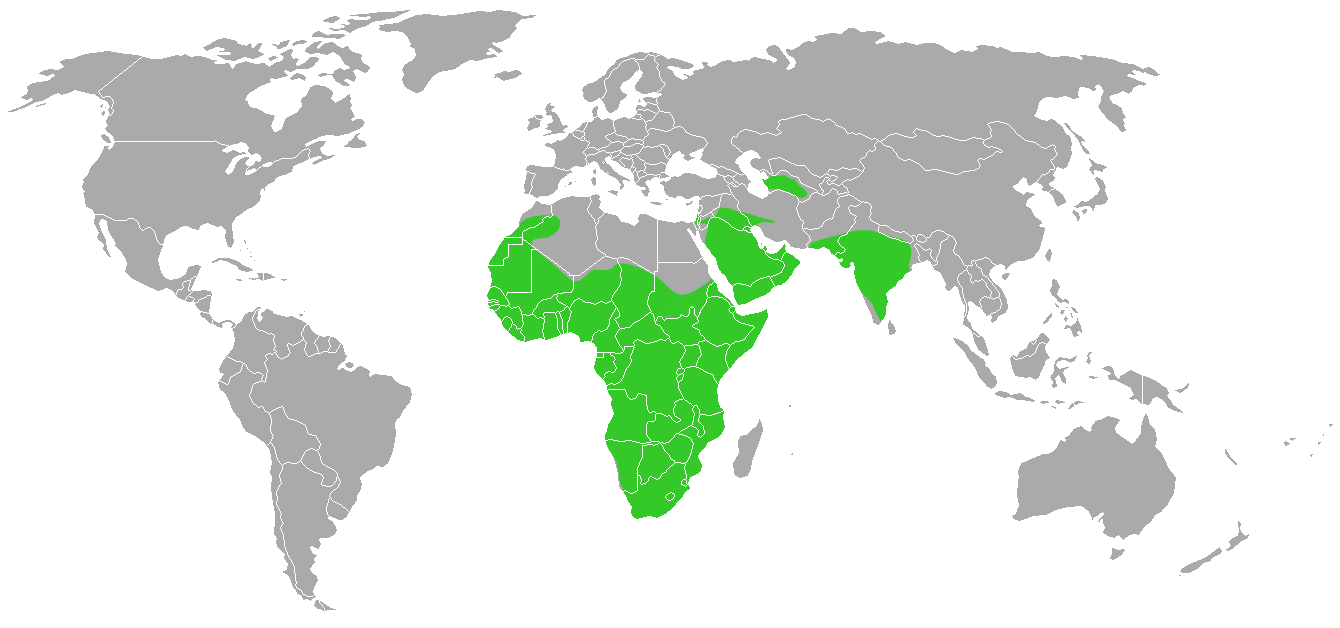
Verbreitungsgebiet des Honigdachses

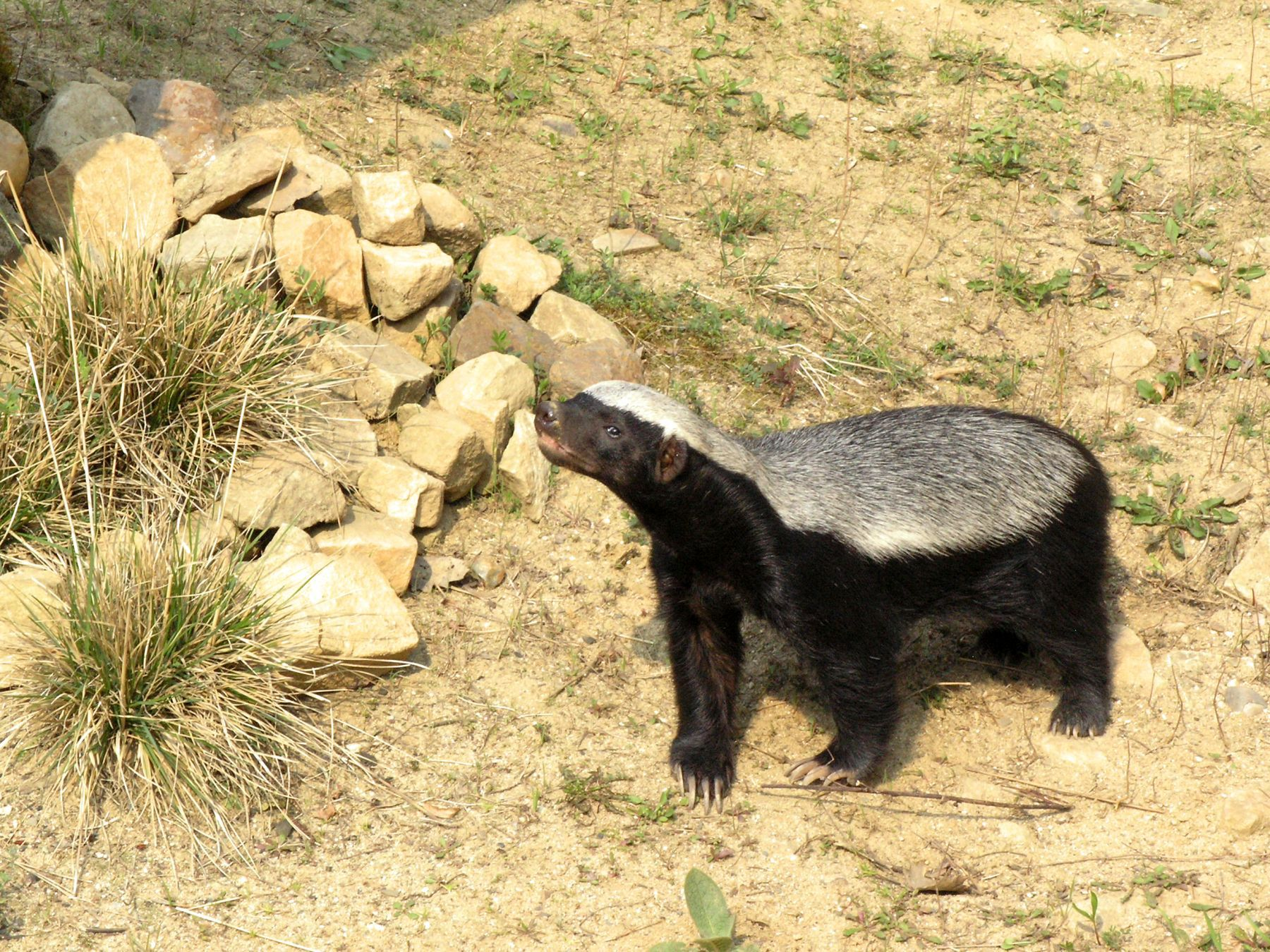
Zoo Prag

Das Verbreitungsgebiet der Honigdachse umfasst weite Teile Afrikas und Asiens. In Afrika sind sie nahezu auf dem gesamten Kontinent beheimatet, von Marokko und Ägypten bis Südafrika. In Asien erstreckt sich ihr Verbreitungsgebiet von der Arabischen Halbinsel bis Zentralasien (Turkmenistan) und nach Indien und Nepal. Sie bewohnen eine Reihe von Habitaten, darunter Grasländer und Steppen, gemäßigte Wälder und Gebirgsregionen bis in 3000 Meter Höhe. Sie meiden allerdings allzu heiße oder feuchte Lebensräume wie Wüsten und tropische Regenwälder.

## Lebensweise

### Aktivitäts- und Sozialverhalten
Honigdachse sind meist dämmerungs- oder nachtaktiv, in unberührten Regionen oder bei kühler Witterung sind sie auch tagsüber zu beobachten. Als Schlafplätze benutzen sie vorwiegend selbstgegrabene Baue. Diese sind einen bis drei Meter lang und enden in einer kleinen, ungepolsterten Kammer. Manchmal beziehen sie Felsspalten, hohle Baumstämme oder die verlassenen Baue anderer Tiere. Sie haben meist mehrere Schlafplätze in ihrem Revier, und da sie weite Strecken wandern, verwenden sie selten zweimal hintereinander dasselbe Versteck. Bei der Nahrungssuche bewegen sie sich vorwiegend am Boden, manchmal klettern sie auf Bäume, insbesondere wenn sie an Honig gelangen wollen.
Wie die meisten Marder leben Honigdachse vorwiegend als Einzelgänger, manchmal kann man auch mehrere Tiere, meist Familien, Pärchen oder kleine Männchengruppen gemeinsam beobachten. Sie haben relativ große, oft viele Quadratkilometer umfassende Streifgebiete. Sie dürften kein ausgeprägtes Territorialverhalten haben, markieren aber auffällige Punkte auf ihrer Wanderroute mit dem Sekret ihrer Analdrüsen, um Artgenossen ihre Anwesenheit mitzuteilen.

### Verteidigungsverhalten
Honigdachse gelten als ausgesprochen furchtlose, aggressive Tiere, die mit Ausnahme des Menschen wenige natürliche Feinde haben. Die lose, ausgesprochen dicke Haut kann mit Ausnahme der dünnen Bauchschicht selbst von den Zähnen von Raubkatzen oder Giftschlangen oder von Stachelschweinstacheln kaum durchdrungen werden. Die kräftigen Vorderpfoten mit den langen Krallen und die Zähne sind wirkungsvolle Verteidigungswaffen. Zusätzlich können Honigdachse, ähnlich den Skunks, übelriechende Sekrete aus ihren Analdrüsen ausspritzen, wenn sie angegriffen werden. Berichten zufolge greifen sie, wenn sie sich bedroht fühlen, selbst Tiere von der Größe eines Rindes oder eines Büffels an.

### Nahrung
Honigdachse sind in erster Linie Fleischfresser. Sie erbeuten Säugetiere wie Nagetiere oder die Jungtiere größerer Arten wie von Füchsen oder Antilopen. Daneben stehen Vögel und deren Eier, Reptilien (unter anderem kleine Krokodile und Giftschlangen), Frösche, Aas, Insektenlarven, Skorpione und andere Wirbellose auf ihrem Speiseplan. Honigdachse jagen Giftnattern und überleben deren Bisse, wobei die molekulare Grundlage der Giftresistenz unbekannt ist. Die pflanzliche Nahrung macht im Vergleich mit anderen Marderarten nur einen kleinen Teil der Nahrung aus; hier verzehren sie unter anderem Beeren, Früchte, Wurzeln und Knollen.
Daneben scheinen sie eine Vorliebe für Honig zu haben, der sie ihren Namen verdanken, doch es ist die sehr nahrhafte Bienenbrut, die sie vorwiegend fressen. Ohne wissenschaftliche Belege ist der Glaube weit verbreitet, dass der Honigdachs eine Symbiose mit einem kleinen Spechtvogel, dem Honiganzeiger, eingehe. Nach dieser Erzählung würden diese Vögel ihren Namen einer außergewöhnlichen Verhaltensweise verdanken: Der Honiganzeiger ziehe allein oder in kleinen Gruppen umher und lenke u. a. die Aufmerksamkeit des Honigdachses durch lautes Rufen auf sich. Dann fliege er kurze Strecken und warte darauf, dass man ihm folge. Finde der Honiganzeiger Anzeichen auf ein in der Nähe befindliches Bienennest, warte er nun, bis der Dachs es gefunden und aufgebrochen habe; letzterer lecke den Honig, während der Vogel die Bienenlarven vertilge. Bisher ist keine dokumentierte Aufzeichnung eines solchen Verhaltens zu finden; außerdem bevorzugt der Honigdachs die Larven.

### Fortpflanzung

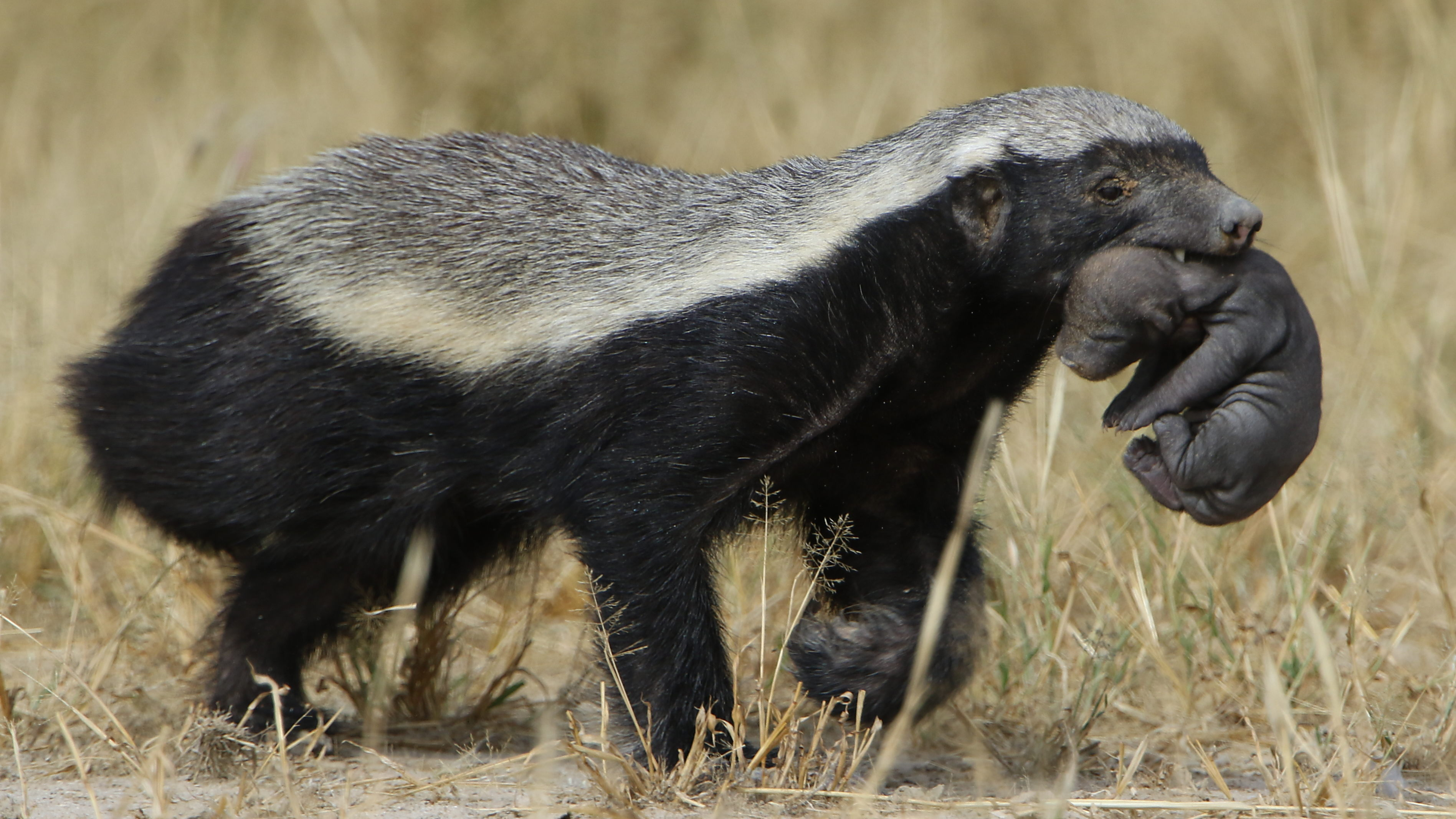
Honigdachs mit Jungtier im Maul

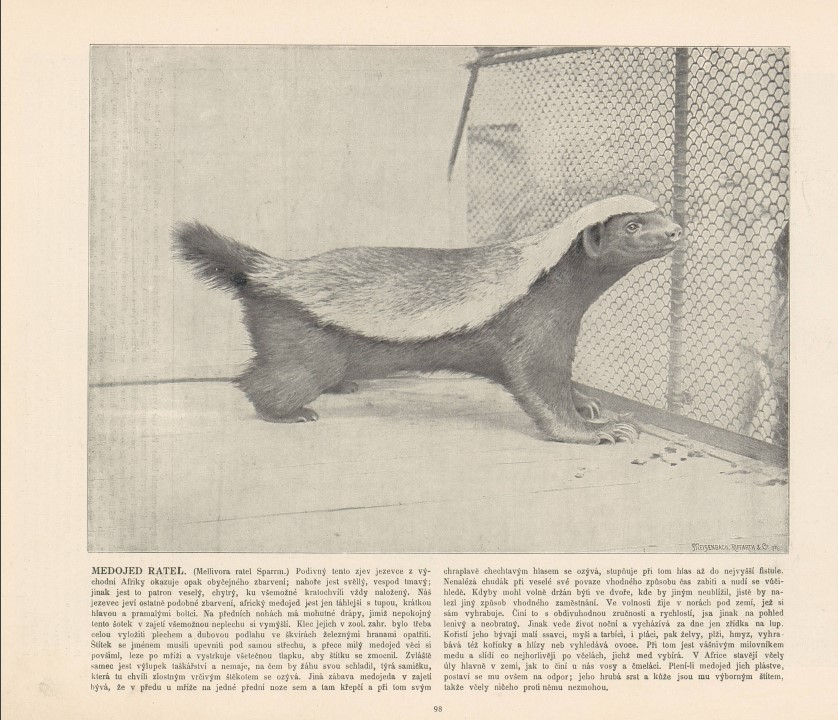
Foto von Honigdachs (1900)

Über die Dauer der Trächtigkeit gibt es unterschiedliche Beobachtungen, was vermutlich auf eine wie bei anderen Mardern auch vorkommende verzögerte Einnistung der befruchteten Eizelle zurückzuführen ist. Zwischen Begattung und Geburt vergehen fünf bis sechs Monate, die eigentliche Tragzeit dürfte aber kürzer sein. Die Wurfgröße beläuft sich auf zwei bis vier Neugeborene, die in einem mit trockenen Pflanzen gepolsterten Bau ihre ersten Lebenswochen verbringen. Die Jungtiere bleiben verhältnismäßig lange, oft über ein Jahr, bei ihrer Mutter. Die Lebenserwartung in freier Natur ist nicht bekannt, in menschlicher Obhut kann sie bis zu 26 Jahre betragen.

## Honigdachse und Menschen
Trotz ihres großen Verbreitungsgebietes sind Honigdachse aufgrund ihres großen Revierbedarfes eher selten. Von Menschen werden sie oft als Plage betrachtet, da sie Bienenstöcke aufbrechen und manchmal in Ställe eindringen, um Geflügel zu reißen. Die Verfolgung mit Giftködern und Fallen hat dazu geführt, dass sie in manchen Regionen, etwa Südafrika, selten geworden sind. Honigdachsfelle werden kaum gehandelt. Insgesamt zählt der Honigdachs noch nicht zu den bedrohten Arten.